# Licht (2017)
Licht (auch: Mademoiselle Paradis) ist eine österreichisch-deutsche Koproduktion von Barbara Albert aus dem Jahr 2017. Das Drehbuch von Kathrin Resetarits basiert auf dem Roman Am Anfang war die Nacht Musik von Alissa Walser.

## Handlung
Der Film ist im Rokoko in Wien angesiedelt und erzählt die Geschichte der seit ihrem dritten Lebensjahr blinden 18-jährigen Maria Theresia Paradis, genannt Resi. Sie ist in der Wiener Gesellschaft als Klavier-Wunderkind bekannt. Nach etlichen medizinischen Fehlbehandlungen wird sie 1777 von ihren Eltern dem umstrittenen Wunderheiler Franz Anton Mesmer anvertraut. Im Hause Mesmers und der Gesellschaft anderer Kranker freundet sie sich mit der Dienstmagd Agnes an.
Aufgrund der Behandlung Mesmers beginnt Resi tatsächlich langsam wieder zu sehen, was zu Verunsicherung in der Wiener Ärzteschaft und zu Intrigen gegen Mesmer führt. Allerdings stellt Resi fest, dass mit der Zunahme der Sehkraft ihre Virtuosität als Pianistin abnimmt. Sie wird daher von ihrem Vater aus dem Hause Mesmer zurückgeholt. Resi verliert ihre Sehkraft wieder, gewinnt aber ihre Virtuosität zurück.

## Produktion

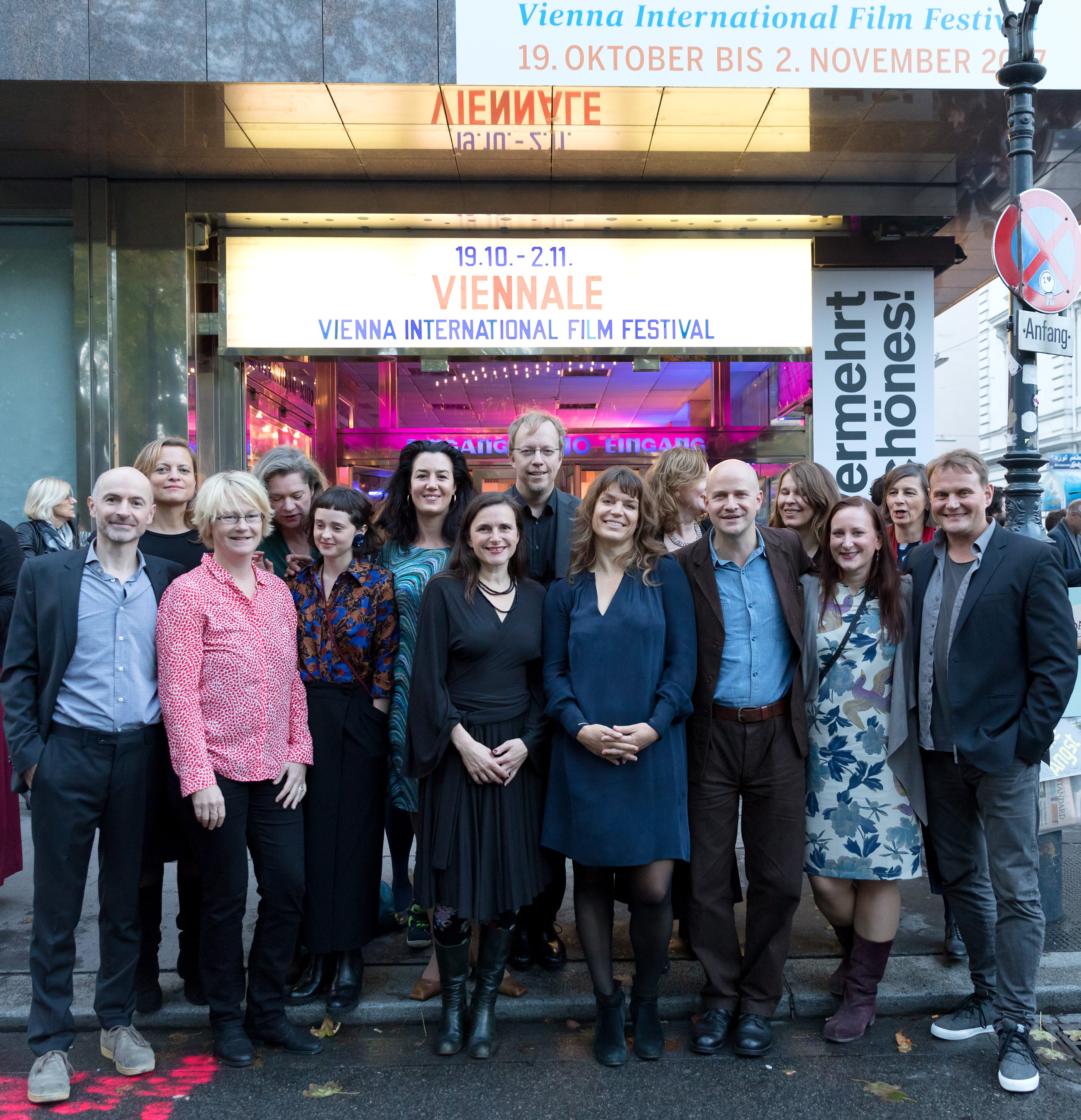
Barbara Albert (Mitte) und ein Teil des Filmteams bei der Viennale 2017

Die Dreharbeiten fanden im April und Mai 2016 statt, gedreht wurde in Wien, Niederösterreich und Deutschland. Drehorte waren unter anderem Schloss Ernstbrunn, Schloss Juliusburg und Loosdorf.
Unterstützt wurde der Film vom Österreichischen Filminstitut, dem Filmfonds Wien, Filmstandort Austria, dem Land Niederösterreich, dem Medienboard Berlin-Brandenburg, der Filmförderungsanstalt FFA, der Mitteldeutschen Medienförderung, MEDIA und Eurimages, beteiligt waren der ORF, das ZDF und Arte.
Produziert wurde der Film von der österreichischen Nikolaus Geyrhalter Filmproduktion, Koproduzent war die deutsche LOOKSfilm (Produzent Gunnar Dedio). Für das Szenenbild zeichnete Katharina Wöppermann verantwortlich, für das Kostümbild Veronika Albert und für den Ton Dietmar Zuson.

## Veröffentlichung
Die Premiere des Spielfilmes erfolgte am 8. September 2017 im Rahmen des Toronto International Film Festivals 2017, wo der Film in den Wettbewerb Platform eingeladen wurde. Beim Festival Internacional de Cine de San Sebastián wurde der Film in den Hauptwettbewerb um die Goldene Muschel eingeladen.
In Österreich wurde der Film am 21. Oktober 2017 auf der Viennale gezeigt. Der Kinostart erfolgte in Österreich am 10. November 2017 und in Deutschland am 1. Februar 2018. Die ORF-Premiere des Films war am 24. März 2019, auf Arte wurde der Film am 29. April 2020 ausgestrahlt.
2020 wurde der Film im Rahmen der Edition österreichischer Film von Hoanzl und dem Standard auf DVD veröffentlicht.

## Kritik
Cosima Lutz lobte in Die Welt die Feinheit, mit der der Film „auf allen gestalterischen Ebenen seine Geschichte motivisch verwebt, ohne je selbst in barockem Dekor zu versinken“. Nicht zuletzt durch ein sorgfältiges Sounddesign gelinge Licht „eine sinnliche Umkreisung des Unsichtbaren“.
Laut Andrey Arnold in Die Presse verweist der sehr um Authentizität bemühte Film mit seiner „Kritik an einer patriarchalen, von eklatanten Ungleichheiten, Klatsch- und Geltungssucht geprägten Welt klar in die Gegenwart“. Seine größte Stärke bildeten „die kantige Souveränität“ von Devid Striesow sowie Maria Dragus, die „mit nervösem Mienenspiel und erratischer Körpersprache dem Film einen unnachahmlichen Stempel aufdrückt“.
Der Musikwissenschaftler und Journalist Wolfram Goertz verriss den Film als „Perückendrama mit maximal reifem Tremolo“, das „eine 'Pathetique' des Tiefsinns“ vorgaukele, „die irgendwann ermüdet“.

## Festivals (Auswahl)
- Toronto International Film Festival 2017 – Wettbewerb Platform[7][6]
- Festival Internacional de Cine de San Sebastián – Wettbewerb Goldene Muschel[7][6]
- Internationales Filmfestival Mannheim-Heidelberg – Sektion International Independent Cinema[15]

## Auszeichnungen und Nominierungen
Im Rahmen des Österreichischen Filmpreises 2018 wurde der Film in insgesamt vierzehn Kategorien nominiert und in fünf Kategorien (beste weibliche Nebenrolle für Maresi Riegner, beste Kamera für Christine A. Maier, bestes Kostümbild für Veronika Albert, beste Maske für Helene Lang und bestes Szenenbild für Katharina Wöppermann) ausgezeichnet.
Kathrin Resetarits wurde mit dem Thomas-Pluch-Drehbuchpreis 2018 ausgezeichnet. Im Rahmen der Romyverleihung 2018 wurde Christine A. Maier  in der Kategorie Beste Bildgestaltung Kino-Film für Licht nominiert.
Auf der Diagonale 2018 wurde Niki Mossböck mit dem Diagonale-Preis Schnitt ausgezeichnet.
Die Deutsche Film- und Medienbewertung (FBW) in Wiesbaden verlieh dem Film das Prädikat besonders wertvoll.